# Das Gedicht. Blätter für die Dichtung
Das Gedicht. Blätter für die Dichtung war eine von 1933 bis 1944 von Heinrich Ellermann herausgegebene Zeitschrift.

## Geschichte
Am 6. Juli 1934 stellte der Philosoph und Literaturwissenschaftler Heinrich Ellermann sein Konzept einer umfassenden Lyrikreihe deutscher Gegenwartsliteraten in der Zeitschrift Das deutsche Wort vor. Im Oktober 1934 schließlich erschien die Erstausgabe zum Preis von 10 Pfennig. Das Konzept des Heftes war an die von Stefan George herausgegebene Zeitschrift Blätter für die Kunst angelehnt. Auch ein Teil der Autoren gehörte zum sogenannten George-Kreis. So veröffentlichten unter anderem Ernst Bertram, Ludwig Klages und Henry von Heiseler in der Zeitschrift. Einige Beiträge von Stefan George gab Ellermann posthum heraus. Ein weiterer großer Kreis der Autoren stammt aus dem Expressionismus, unter anderem finden sich Gedichte von Georg Trakl, Georg Heym und Ernst Stadler in der Reihe. Theoretische Abhandlungen als Nachdrucke von unter anderem von Ernst Wiechert, Paul Alverdes, Egon Vietta und Johann Wolfgang von Goethe sollten als Theorieteil die Zeitschrift abrunden, blieben aber eher die Ausnahme.
1936 erläuterte Ellermann das Konzept der Reihe im Berliner Tageblatt, das auf drei Grundsätzen basiere:
1. in möglichst gerechter Weise ein Bild der zeitgenössischen Dichtung und ihrer Impulse überhaupt zu geben;
2. gelegentlich darzustellen, was ein Gedicht wirklich ist;
3. die Förderung junger Dichtung[1]

Obwohl letzter Punkt von Ellermann als wichtig angesehen wurde, präsentierte er dennoch nur Werke von Autoren, die sich „in ihrer Deutung der Gegenwart von vergangenen Dichtungstraditionen leiten“ ließen. Größtenteils verzichtete Ellermann auf die Übernahme nationalsozialistischer Positionen und lieferte umstrittenen Autoren, wie etwa Gottfried Benn, ein Forum.
Diese Zeitschrift neu aufgreifend, gründeten Anton G. Leitner und Ludwig Steinherr 1993 Das Gedicht. Zeitschrift für Lyrik, Essay und Kritik.